# Taisnil
Taisnil est une ancienne commune française de la Somme qui fusionna administrativement avec trois autres pour constituer Namps-Maisnil en 1972.

## Géographie
Les quatre anciennes communes désormais réunies en une seule sont proches les unes des autres, mais ne présentent aucune continuité de leur habitat. Taisnil est celle qui se situe à l'angle Sud-Est du trapèze qu'elles dessinent, et se trouve au Sud de Rumaisnil.

## Toponymie
Taisnil est attesté sous les formes Taisny (1150) ; Tanny… ; Tagnacum… ; Taisniacum (1170) ; Thaisny (1236) ; Tainni (1274) ; Tigny (1579) ; Tagny (1657) ; Tagni (1733) ; Traisnil (1753) ; Taisnil (1757) ; Tagny-Voutaisnil (1781).

## Politique et administration
| Période                                  | Période  | Identité    | Étiquette | Qualité |
| ---------------------------------------- | -------- | ----------- | --------- | ------- |
| ?                                        | En cours | Bruno BÉZOT |           |         |
| Les données manquantes sont à compléter. |          |             |           |         |

## Démographie
| 1911 | 1921 | 1926 | 1931 | 1936 | 1946 | 1954 | 1962 | 1968 |
| ---- | ---- | ---- | ---- | ---- | ---- | ---- | ---- | ---- |
| 171  | 135  | 153  | 145  | 147  | 151  | 162  | 162  | 167  |

## Monuments
- Église Saint-Martin.
- Monument aux morts[3].

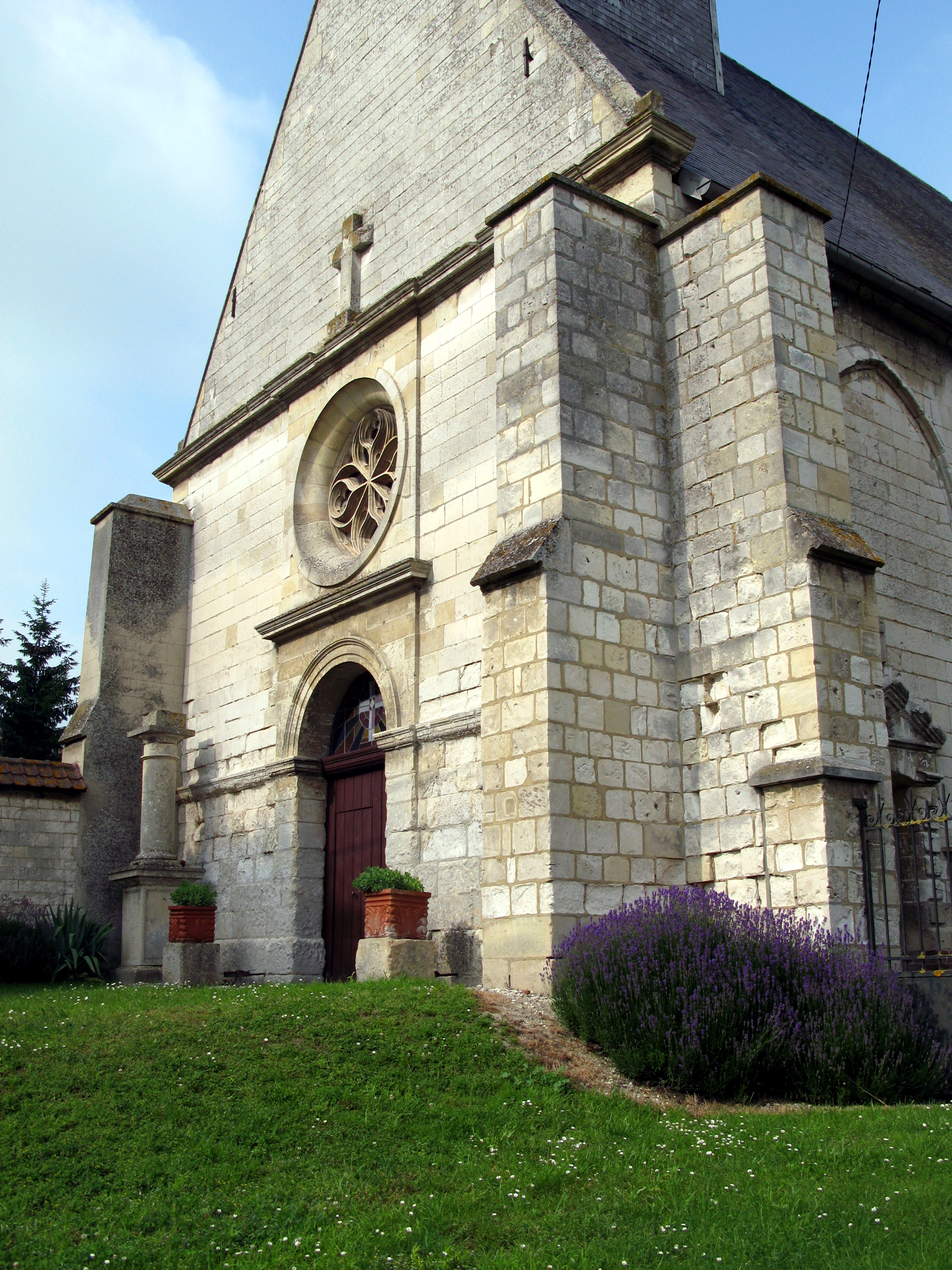
L'église, dressée à l'angle de la place du village, surplombe un peu la rue.
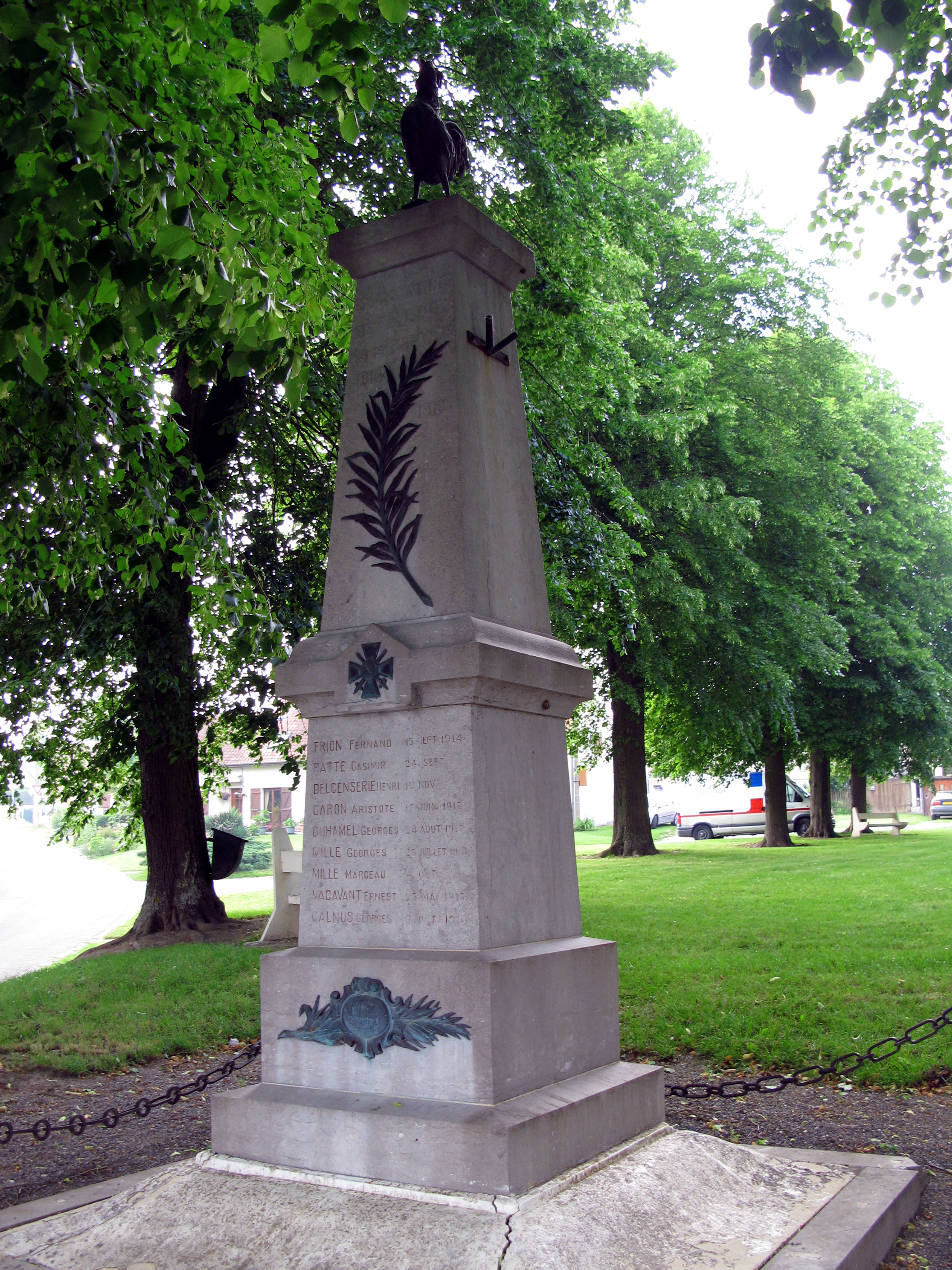
Le Monument aux morts se dresse devant l'église, mais pas de face.

### Sources
Archives départementales de la Somme :
- C 1200 : Éclaircissement sur les bois demandés par le gouvernement. Paroisse de Namps-au-Val (1783).
- C 1673 : État des sages-femmes (1786).
- C 1868 : Rôles de répartition des tailles et accessoires (1780-1789). Des impositions (1790), exempt : le curé. Nombre de feux en 1780 : 82 ; en 1789 : 85. Rôle de supplément des privilégiés (1789) : M. de Rivery, conseiller au Parlement, propriétaire de la terre, etc.
- C 2134 : Fonds de charité de Taisnil.
- C 2141 : Impositions.
- C 2145 : Paiement sur les fonds de charité.